# فویره
فویره (به عربی: فویرة) یک روستا در سوریه است که در ناحیه صبوره واقع شده‌است. فویره ۲۴۴ نفر جمعیت دارد.